# (69951) 1998 VK6
1998 في كي 6 (ويعرف أيضًا باسم (69951) 1998 في كي 6 وفق تسمية الكوكب الصغير) (بالإنجليزية: 1998 VK6)‏ هو كويكب ضمن حزام الكويكبات؛ وترتيبه 69951 من حيث الاكتشاف.
اكتُشف هذا الجُرم الفلكي بواسطة تاكيشي أوراتا ‏ في 11 نوفمبر 1998.

## وصلات خارجية
- (69951) 1998 VK6 في قاعدة بيانات مختبر الدفع النفاث لأجرام النظام الشمسي الصغيرة

- الاكتشاف · مخطط المدار ·  العناصر المدارية · المعلمات المادية

- (69951) 1998 VK6 على موقع ويكي سكاي: DSS2, SDSS, GALEX, IRAS, Hydrogen α, X-Ray, Astrophoto, Sky Map, Articles and images